# Megachile nigrofulva
Megachile nigrofulva là một loài Hymenoptera trong họ Megachilidae. Loài này được Hedicke mô tả khoa học năm 1940.